# Chiesa di Santa Maria del Giglio (Sambuca Pistoiese)
La chiesa di Santa Maria del Giglio si trova nel comune di Sambuca Pistoiese, nei pressi della località Castello di Sambuca.
La chiesa è stata costruita tra la fine del secolo XVIII e l'inizio del secolo XIX per commemorare un miracolo avvenuto nel 1722 per intercessione della Madonna, detta Madonna del giglio, effigie dipinta entro un piccolo tabernacolo agli inizi del secolo XVI da un ignoto pittore locale.